# HD 142527
Pour les articles homonymes, voir HD.
Désignations
HD 142527 est une jeune étoile au centre d'un disque protoplanétaire, située à environ 159 pc (∼519 al) de la Terre, dans la constellation du Loup, du bras Écu-Croix de la Voie lactée. 

## Histoire
HD 142527 a été initialement cataloguée au catalogue Henry Draper des années 1920 de l’observatoire de l'université Harvard de Cambridge (Massachusetts) aux États-Unis.

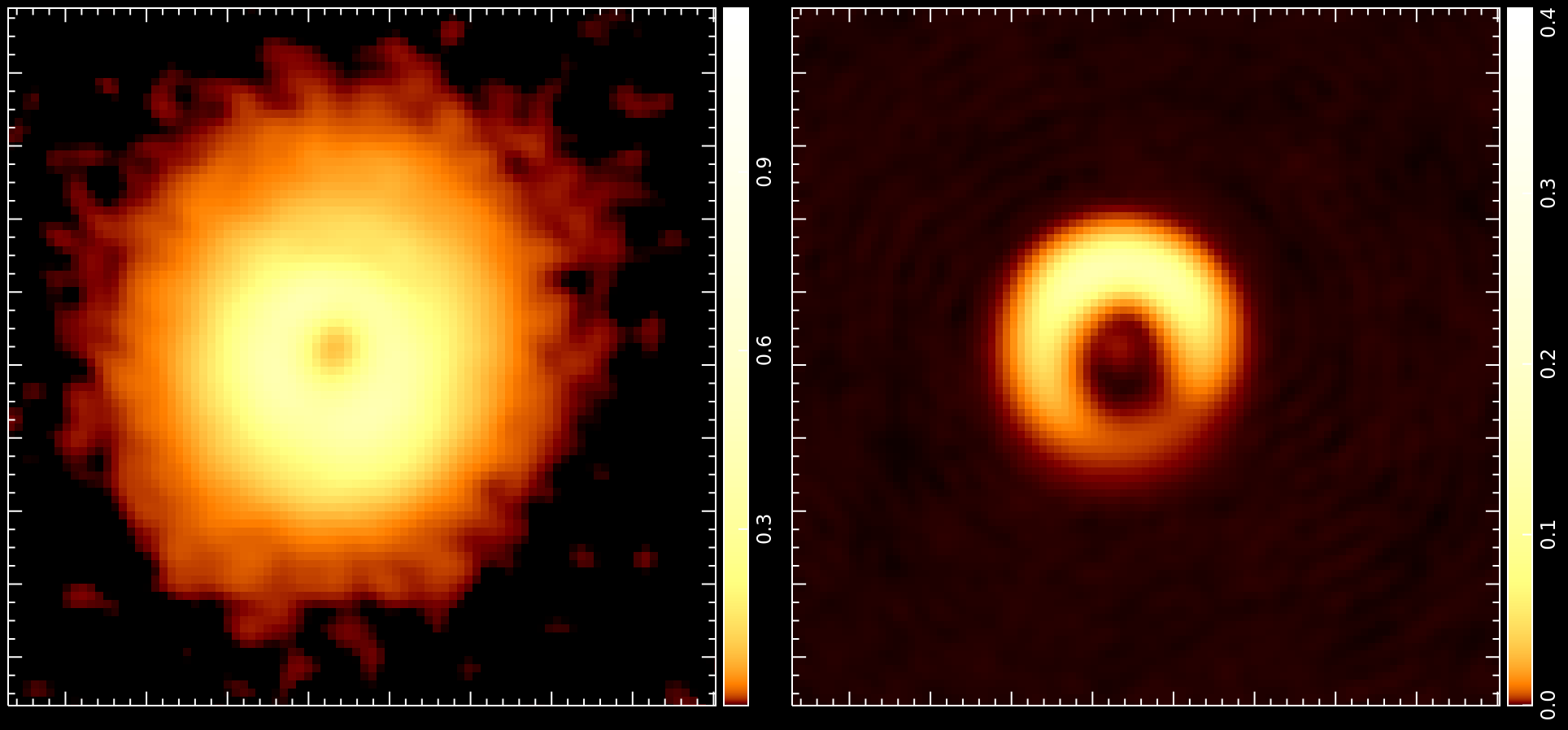
HD 142527, image du radiotélescope ALMA (2020)

Cette jeune étoile binaire variable d'environ 2,5 masses solaires, âgée de quelques millions d'années, est constituée de WDS J15567-4219A (l'étoile primaire principale de type étoile Ae/Be de Herbig), de WDS J15567-4219B (étoile secondaire de type naine M) et d'un disque d'accrétion interne. 
Ce système planétaire en formation possède un disque protoplanétaire externe (disque circumstellaire) d'environ 980 UA (120 milliards de km) où une équipe de chercheurs de l'observatoire européen austral a observé, grâce au grand réseau d'antennes millimétrique/submillimétrique de l'Atacama (ALMA) au Chili, des écoulements de deux flux massifs d'accrétion de gaz transportés de la périphérie vers le centre par interaction gravitationnelle, menant à la formation suspectée probable de deux exoplanètes (protoplanètes de planètes géantes gazeuses) cachées dans l'épais manteau de gaz externe, de masses plusieurs fois supérieures à celle de Jupiter,,.
L'observation et l'étude d'HD 142527 montre des similitudes avec la formation et évolution du Système solaire, formé il y a environ 4,5 milliards d’années.